# Adrianus Johannes Kroef
Adrianus Johannes Kroef (Zierikzee, 9 april 1815 - Gorinchem, 30 oktober 1880) was een Nederlands zeeofficier. Zijn ouders waren Willem Johan Pieter Kroef en Anna Johanna Fitzner. Zijn vader was advocaat en buitengewoon lid van de Tweede Kamer der Staten-Generaal

## Familie
Op 21 december 1854 trad hij in Hellevoetsluis in het huwelijk met Elisabeth Anna Gallas, geboren op 15 februari 1830 in Brielle, dochter van Eduard Gallas en Jannetje Groesbeek. Ze kwam uit een gezin met drie broers, die later ook dienst zouden doen bij de marine. Ze gingen in Hellevoetsluis wonen. Daar kregen ze een aantal kinderen:
- 15 januari 1857 zoon Willem Johannes Pieter
- 4 januari 1858 zoon Eduard
- in 1861 Elisabeth Anna, een dochter die maar een jaar oud werd
- 15 oktober 1864 dochter Maria Wilhelmina
- 16 januari 1866 dochter Jeannette

Op 16 december 1869 wordt het gezin Kroef te Gorinchem in het bevolkingsregister ingeschreven op het adres Hoogstraat B 727, nu nr. 16. 
- 2 februari 1871 werd dochter Adrienne Gertrude geboren
- in 1877 Elisabeth Anna

Ook zijn schoonmoeder Jannetje Groesbeek (geboren te Nieuwenhoorn op 24 september 1803, weduwe van Eduard Gallas) verhuisde mee naar Gorinchem. Die woonde tot haar overlijden bij haar dochter en schoonzoon aan de Hoogstraat en overleed op 75-jarige leeftijd op 25 juli 1879.
"Dien kranigen gepensioneerden zee officier die op de Hoogstraat woonde en op 's konings verjaardag de parade op de Markt bijwoonde, de borst bedekt met tal van ridderordes en aller bewondering opwekte." Citaat uit "Herinneringen aan Gorinchem in de jaren 1870-1880n,
verschenen als deel 4 (1991) van de Historische Reeks Oud-Gorcum, met als auteur "V.E.".
Op 30 oktober 1880 overleed kapitein-ter-zee Adrianus Johannes Kroef op 65-jarige leeftijd, 's morgens om half tien. Weduwe Elisabeth Anna Gallas vertrok 28 april 1882 met haar kinderen Jeannette en Adriana Geertruida Kroef naar Nijmegen.

## Loopbaan
Als 15-jarige ging hij studeren aan het Koninklijk Instituut voor de Marine in Medemblik, waar maximaal zo'n 70 adelborsten studeerden. De cursusduur bedroeg vier jaar. Op 16 november 1830 werd hij adelborst der 2e klasse. Per 1 oktober 1835 werd Kroef adelborst der 1e klasse.
Gedurende de jaren 1853 tot 1857 verbleef hij in Nederland, was inmiddels getrouwd en vader geworden. 
Kroef was tussen 20 mei 1860 en 15 augustus 1861 commandant van het station Oleh-leh op de westkust van Sumatra. Vanaf 17 februari 1867  tot 16 november 1869 was hij commandant van de wateren van Celebes met als havenplaats de stad Makassar. Per 1 juli 1867 had Kroef zijn hoogste rang van kapitein-ter-zee bereikt. Vanaf 14 februari 1870 was hij op non-actief gesteld, waarna per 1 augustus 1872 pensionering volgde.

## Schepen
- brik Zr.Ms. Zwaluw, als eerste-officier sinds 16 december 1849 tot 21 mei 1852. Gedurende de maanden november en december 1849 werd opgetreden tegen zeerovers in de Oost-Indische archipel bij het eilandje Kalatoea in de omgeving van het eiland Flores. Sinds 1 januari 1852 was Kroef luitenant-ter-zee der 1e klasse.
- Schroefstoomschip 4e klasse Zr.Ms. Soembing als bevelhebber tussen 1 oktober 1857 en 27 december 1859. Per 1 juli 1859 werd hij bevorderd tot kapitein-luitenant-ter-zee.
- Raderstoomschip der 2e klasse Zr.Ms. Merapi als bevelhebber van 1 februari tot 21 april 1860.
- Schroefkorvet der le klasse Zr.Ms. Prinses Amelia tussen 21 april 1860 en 4 januari 1862.
- Fregat Zr.Ms. Rijn, tussen 1 mei en 1 september 1863 was Kroef president zeekrijgsraad aan boord van het sinds 1852 wachtschip zijnde in zijn woonplaats Hellevoetsluis. Tot 1 augustus 1866 was Kroef commandant van dit schip.
- Schroefstoomschip der 1e klasse Zr.Ms. Leeuwarden, tussen 16 augustus en 21 november 1866 werd de reis van Vlissingen naar Batavia gemaakt als commandant.
- Brik Zr.Ms. Cachelot, per 17 februari 1867.
- Korvet Zr.Ms. Van Speijk als bevelhebber op 11 december 1868
- Schroefstoomschip der 1e klasse Zr.Ms. Willem, waarmee hij als commandant op 7 december 1869 in het vaderland terugkeerde.

## Onderscheidingen
- Militaire Willems-Orde der 3" klasse.[4]
- Ridder in de Orde van de Nederlandse Leeuw[5]
- Ereteken voor Belangrijke Krijgsbedrijven
- Onderscheidingsteken voor Langdurige Dienst als officier voor 35 dienstjaren als officier van de zeemacht.[6]